# Kuka (település)
Kuka egy indiai település Pandzsáb államban, a Kapurtala kerület területén. A település az IST időzónában található. Kuka a pakisztáni határ közelében helyezkedik el.
Kuka a legendás Bába Harbhadzsan Szingh (1941–1968) (angolos formában: Baba Harbhajan Singh) kultuszának fontos állomása. Az indiai hadsereg katonái, akik szentélyt is építettek tiszteletére és naponta kifényesítik a reggelre piszkos bakancsát, minden év szeptember 15-én New Jalpaiguritől Kukáig ülőhelyet rezerválnak neki a vonaton, hogy szelleme hazalátogasson. Az út végén az őt „elkisérő” két tiszt Kukában átadja „személyes holmijait” a helyi regimentnek, édesanyja pedig egy kisebb pénzösszeget kap.